# Gjocaj
Gjocaj là một xã trong quận Peqin thuộc hạt Elbasan, Albania. Dân số năm 2005 là 6390 người.